# Brad Hoover
Bradley R. "Brad" Hoover (født 11. november 1976 i Thomasville, North Carolina, USA) er en tidligere amerikansk footballspiller, der spillede i NFL som running back for Carolina Panthers. Han spillede for klubben hele sin karriere, fra 2000 til 2009.
Hoover var en del af det Carolina Panthers-hold, der i 2004 nåede frem til Super Bowl XXXVIII. Her måtte holdet dog bøje sig for New England Patriots, der vandt efter en tæt kamp.

## Klubber
- 2000-2009: Carolina Panthers